# Comtat de Trivento
El comtat de Trivento fou un títol nobiliari concedit al Regne de Nàpols, el 1456, a Galceran de Requesens i Joan de Soler. Passà als Cardona-Anglesola, barons de Bellpuig, que més tard es cognomenaren Fernández de Córdoba.